# Carnaval de Belém
Carnaval de Belém é um evento da cidade de Belém do Pará, no Brasil. Tem como ponto alto os desfiles de escolas de samba, mas também participam blocos afro como os da Bahia, além de shows com artistas locais no Circuito Mangueirosa, criado em 2019. No passado, havia também o concurso de ranchos, tendo um deles, o Rancho Não Posso Me Amofiná, posteriormente se transformado em escola de samba.

## História
O carnaval belenense, datado do período compreendido entre 1695 e 1844, diz respeito ao entrudo trazido pelos colonizadores portugueses, o carnaval pós-entrudo de 1844 a 1934, o carnaval da era do samba que se inicia a partir de 1934 e o carnaval de rua que explodiria na capital paraense a partir da década de 90.

### Carnaval pós-entrudo (1844-1934)
No ano de 1844, o entrudo perdia a força e começavam a surgir na cidade os famosos bailes de carnaval em clubes da alta sociedade. O primeiro deles aconteceu no Theatro Providência, na praça das Mercês. Nos anos seguintes, as famosas casas de shows recebiam os seus carnavais com atrações ao vivo.
Em 1901, os carros alegóricos começavam a participar dos desfiles pelas ruas de Belém através de uma estratégia comercial de lojas, bares e fábricas. Também nesse período, a Praça da República passou a ser o ponto chave do carnaval, já que passavam os Roceiros, Pretinhos (os Fidalgos de Moçambique do Umarizal) e Marujos (o Couraçado minas gerais, comandando pelo corcunda Jatobá). O ponto alto do carnaval eram os famosos cordões, se destacando os Baliza, que faziam acrobacia na cidade e em frente deles, um grupo de pessoas vestidas de morcego defendiam o cordão dos rivais, dando início as famosas brigas nas ruas. Também havia o Zé Pereira, que era uma passeata que acontecia pelas ruas da cidade, animada por bumbos e com paradas estratégicas em bares e botecos. Em geral, a passeata se unia aos blocos de sujos e mascarados e desfiles de carros alegóricos durante o trajeto.

### Início dos desfiles e concurso dos ranchos (1934-1981)
Com a chegada de Raimundo Manito, surgia, em 1934 o Rancho Não Posso Me Afominá, que é uma das escolas de samba mais antigas do Brasil. Posteriormente, novas agremiações surgiam como a Tá Feio (1935), mista do Umarizal (1936), Uzinense (1937) e Quem São Eles? (1946). Naquela época ainda não havia o caráter competitivo dos desfiles, tendo apenas o concurso de Ranchos.
O carnaval de Belém dos anos 1950-60, foi palco para ícones com funções específicas nos desfiles de cordões, blocos e escolas de samba, são eles: o porta-estandarte e a sambista. A figura do porta-estandarte surgida do maracatu pernambucano foi adaptada ao carnaval paraense no início do século XX. O porta-estandarte era o responsável por exibir o estandarte com a inscrição do enredo da escola. As sambistas tinham referência da rumba, tornaram-se populares principalmente nos anos 1950. A figura da sambista existiu até 1978, sendo substituída pelas atuais madrinhas de bateria e passistas. Havia a Batalha de confetes, que era uma disputa das primeiras escolas de samba de Belém. Eram realizadas em locais como Bosque Rodrigues Alves, Largo da Pólvora, Aldeia do Rádio e avenida Nazaré. Os foliões somavam-se aos desfiles na disputa pela taça e outras premiações. O ano de 1957 marcou o início dos desfiles das escolas de samba em caráter competitivo, extinguindo o concurso de Ranchos. Naquele tempo ainda não havia a obrigatoriedade do samba-enredo e o Rei Momo era o responsável por abrir o carnaval. Durante esse período, surgiram mais escolas tradicionais como a Embaixada de Samba do Império Pedreirense (1951), a Universidade de Samba Boêmios da Campina (1952), Unidos de Vila Farah (1972), Unidos da Bandalheira (1973), Xavante (1975), Piratas da Batucada e Grande Família (ambas em 1975) e a Mocidade Unida de Nazaré (1977). O palco dos desfiles era a Avenida Presidente Vargas e entornos, passando pela Praça Camilo Salgado. Outros pontos eram usados como a Rua 15 de Novembro e a Aldeia do Rádio.

### Era de ouro (1982-1989)
Em 1982, os desfiles deixavam a Presidente Vargas e eram migrados para a Avenida Visconde de Souza Franco, conhecida popularmente como Doca. A segunda pista sentido Umarizal-Companhia Docas do Pará era tomada pelas arquibancadas em uma estrutura de ferro improvisada. A segunda pista sentido CDP-Umarizal recebia os carros alegóricos e os componentes das escolas e a primeira pista do mesmo sentido recebia outra parte das estruturas, mas sendo essa dos camarotes e dos jurados. Essa fase foi considerada a era de ouro do carnaval de Belém, que se transformava naquele momento no terceiro maior do Brasil, superado apenas pelo Carnaval de Salvador e pelo Carnaval do Rio de Janeiro. Os desfiles se tornavam cada vez mais competitivos com a criação de novas agremiações, sendo a mais notável a Arco-íris em 1983, e á medida que surgiam mais carros alegóricos com efeitos especiais. Contribuindo com o auge naquela década, nomes como Joãosinho Trinta, que participou de alguns carnavais em Belém, o estilista local Bichara Gaby e entre outros dos cenários regional e nacional foram fazendo parte das confecções das fantasias e das alegorias.

### Trios elétricos e decadência (1991-1999)
A década de 90 foi considerada a era dos trios elétricos e dos desfiles com abadás, principalmente com a popularização dos shows pelas praias da Ilha de Mosqueiro. Também nesse período, os desfiles das escolas de samba foram perdendo cada vez mais prestígio e interesse do público, ficando longe da era dourada nos anos 80. Uma crise se instaurava devido à reclamação dos moradores da Doca, que acabou suspendendo os desfiles nos anos de 1990 e 1991 por falta de acordo. Por conta disso, algumas escolas antigas e tradicionais acabaram fechando ás portas, mas também, surgiam novas agremiações. E também teve nova mudança nos desfiles a partir de 1992, com as apresentações voltando a serem realizadas na Avenida Presidente Vargas e, posteriormente, na Avenida 25 de Setembro (atual Avenida Rômulo Maiorana). Surfando na era do carnaval fora de época, surgiram o Carnabelém em 1994 e o Pará Folia em 1996, que levavam atrações nacionais em seus respectivos corredores da folia e acirravam a rivalidade entre o Grupo RBA de Comunicação (Carnabelém) e as Organizações Rômulo Maiorana (Pará Folia).

### Era Aldeia Cabana e novas crises (2000-2016)
Em 2000, era inaugurada a Aldeia de Cultura Amazônica Davi Miguel, sendo mais conhecida pelo seu nome anterior (Aldeia Cabana), na Avenida Pedro Miranda, e a partir daí, os desfiles mudavam novamente de lugar, agora em uma estrutura que lembrava um Sambódromo, com arquibancadas fixas e cabine de jurados. Apesar dos problemas arquitetônicos, todos os ingressos foram vendidos naquele ano e teve recorde de público no novo local, o que mostrava a volta do interesse pelos desfiles das escolas de samba. No entanto, as edições de 2002 e 2003 ficaram marcadas pelo racha entre as escolas de samba por questões políticas. Com a divisão, a Quem São Eles?, Acadêmicos da Pedreira, A Grande Família e Bole-Bole desfilaram em uma estrutura improvisada montada na rua Arterial 18 em Ananindeua, enquanto que Rancho Não Posso me Afominá, Império Pedreirense e Academia de Samba Jurunense desfilaram na Aldeia Cabana.
Em 2004, todas as escolas voltaram a desfilar na Aldeia Cabana e a partir daí, foram criadas duas ligas: a LIESGE (Liga Independente das Escolas de Samba do Grupo Especial), responsável pelo Grupo Especial, e a ESA (Escolas de Samba Associadas de Belém), responsável pelo Grupo de Acesso, com o modelo sendo mantido em 2005. Em um novo impasse devido a organização dos desfiles, no carnaval de 2006, apenas a Deixa Falar e o Império Pedreirense desfilaram na Aldeia Cabana. Para evitar os problemas no ano anterior, ficou estabelecido em 2007 que as catorze escolas do Grupo Especial desfilariam em duas noites seguidas (sexta e sábado) e que as sete escolas que apresentarem o melhor desempenho, seriam mantidas no Grupo Especial de 2008 e as sete que apresentarem o pior desempenho, seriam rebaixadas ao Grupo de Acesso de 2008. Tal modelo é mantido até os dias atuais, mas em quantidade reduzida nas duas divisões.
Em 2011, em mais um impasse, agora envolvendo questões sobre verba e afins, apenas quatro das oito escolas do Grupo Especial desfilaram na Aldeia, sendo elas: Tradição Guamaense, Quem São Eles?, Piratas da Batucada e Bole-Bole. As outras quatro como Rancho, Deixa Falar, Império Pedreirense e Grande Família não desfilaram em forma de protesto.
Em 2013, os desfiles por muito pouco não chegaram a ser cancelados após uma falta de posição da prefeitura de Belém, que passava por uma transição de gestor, e apesar da confecção dos carros alegóricos e das fantasias terem sido feitas às pressas, as apresentações acabaram sendo um sucesso, com os detalhes internos passando despercebido do público que lotava a Aldeia Cabana. No entanto, a mídia pouco deu destaque ao carnaval daquele período e o evento foi sumindo da mídia, sendo restrito aos compactos na televisão e com manchetes curtas nos telejornais, até o retorno das transmissões ao vivo em 2019.
No ano de 2014, os desfiles passaram uma significativa mudança, passando a acontecer na semana anterior ao carnaval, á exemplo dos Carnavais de Vitória e Santos. A ideia vinha sido debatida entre as ligas, mas não havia um consenso dentro da Fundação Cultural do Município de Belém (FUMBEL). Apesar do sucesso dos desfiles antecipados com grande presença do público, batendo recordes na Aldeia Cabana, os recursos oferecidos para as escolas em baixos e uma nova crise se instaurou. No ano de 2017, o carnaval de Belém foi cancelado devido o município não conseguir subvenção para as escolas de samba.

### Atualidade (2018-presente)
Em 2018, o desfile das escolas de samba foi transferido para Avenida Marechal Hermes, buscando atrair mais público presente e atendendo às demandas da duas ligas que comandam o carnaval, mas sofreu críticas do público e dos próprios integrantes das escolas devido á maré alta, causando grandes alagamentos e atrasando os desfiles, que aconteciam fora do horário previsto. Por conta disso, os desfiles retornaram em 2019 á Aldeia Cabana. No mesmo ano, surge o Circuito Mangueirosa, realizado na semana do carnaval, reunindo uma grande quantidade de pessoas pelo Ver-o-Rio e na Marechal Hermes, com a apresentação de artistas locais em trios elétricos ou no palco do evento.
Nos anos de 2021 e 2022, os desfiles e o Circuito Mangueirosa foram suspensos em razão das altas infecções causadas pela Pandemia de COVID-19, retornando em 2023 em seus formatos tradicionais. No retorno do Carnaval, ficou estabelecido que nenhuma escola seria rebaixada por conta da não realização dos desfiles nos dois últimos anos.
Em 2024 os desfiles mudaram de data a pedido das ligas e passam a acontecer na semana seguinte ao carnaval, com os desfiles do Grupo 2 e 3 (Acesso) nos dias 23 e 24 de fevereiro e Grupo 1 (Especial) nos dias 1.° e 2 de março. Neste ano, a organização Escolas de Samba Associadas (ESA), responsável pela primeira divisão, estabeleceu que, das onze, três escolas do Grupo Especial seriam rebaixadas ao Grupo de Acesso, com o objetivo de reorganizar o grupo, visto que não houve rebaixamento no ano anterior devido à pandemia.
Assim como no ano anterior, os desfiles de 2025 foram novamente confirmados na semana seguinte ao Carnaval, agora com as atenções voltadas para a COP 30.

## Transmissão
Durante as décadas de 80 e 90, o carnaval de Belém passou a ser transmitido ao vivo pela televisão. Entre os canais de televisão que cobriam a apresentação das escolas de samba, estavam a TV Liberal Belém e a RBA TV. Durante os anos 2000 e em 2010, a transmissão passou a ser pelo SBT Pará (2001 a 2003), RBA TV e pela Rede Cultura do Pará, com as duas últimas dividindo as transmissões e fazendo revezamento nos anos subsequentes. Nos anos de 2011 e 2012, a RBA TV passa a cobrir com exclusividade os desfiles. Entre os anos de 2013 e 2016, a TV Liberal volta a ter os direitos de transmissão do Carnaval de Belém, porém exibiu apenas os compactos dos desfiles das escolas de samba durante as madrugadas de domingo. O carnaval de 2018 foi restrito apenas para as coberturas jornalísticas, já que não houve nenhum tipo de transmissão ao vivo e compacto. Já em 2019, os direitos do carnaval voltam para a Rede Cultura, que retornou ás transmissões ao vivo dos desfiles do Grupo Especial, que não havia desde 2012, e mantém tal política até os dias atuais com exclusividade. Em 2023, a emissora do governo do estado também cobriu com exclusividade os desfiles do Grupo de Acesso. Em 2024, a Cultura também transmitiu ao vivo os shows do quarto dia do Circuito Mangueirosa e os desfiles do Grupo Especial, compartilhando as transmissões com a FUMBEL na internet.